# Alcocero de Mola

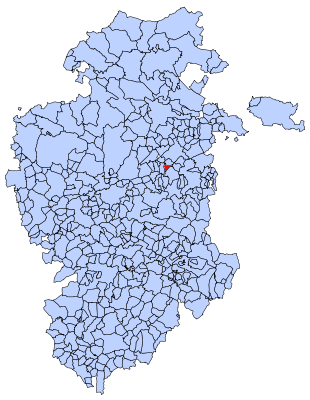
Situación de Alcocero de Mola en la provincia de Burgos

Alcocero de Mola es un municipio y localidad española de la provincia de Burgos, en la comunidad autónoma de Castilla y León. Se integra en la comarca de La Bureba, en el partido judicial de Briviesca, a 34 km de la capital provincial. Hasta 1937 se llamó Alcocero.

## Toponimia
Alcocero fue rebautizado como «Alcocero de Mola» en referencia a la muerte causada por un accidente aéreo en 1937 en las cercanías de la localidad del general Emilio Mola, perteneciente al bando sublevado durante la Guerra Civil.

## Geografía
Está integrado en la comarca de La Bureba, situándose a 34 kilómetros de la capital burgalesa. Su término municipal está atravesado por la carretera N-1 en su pK 272. 
El relieve del territorio está determinado por el río Oca, que desciende de los Montes de Oca hacia el corredor de La Bureba. El pueblo se alza a 795 metros sobre el nivel del mar, pero a ambos lados del valle del río se alcanzan altitudes superiores a los 900 metros. 
| Noroeste: Castil de Peones | Norte: Prádanos de Bureba | Noreste: Prádanos de Bureba |
| Oeste: Castil de Peones    |                           | Este: Carrias               |
| Suroeste: Castil de Peones | Sur: Valle de Oca         | Sureste: Valle de Oca       |

## Historia
Villa perteneciente a la Hermandad de Montes de Oca en el partido Juarros, uno de los catorce que formaban la Intendencia de Burgos durante el periodo comprendido entre 1785 y 1833, tal como se recoge en el Censo de Floridablanca de 1787. Tenía jurisdicción de realengo con alcalde ordinario.
A la caída del Antiguo Régimen queda constituida como ayuntamiento constitucional denominado entonces Alcocero en el partido  Belorado, región de Castilla la Vieja, contaba entonces con 136 habitantes.

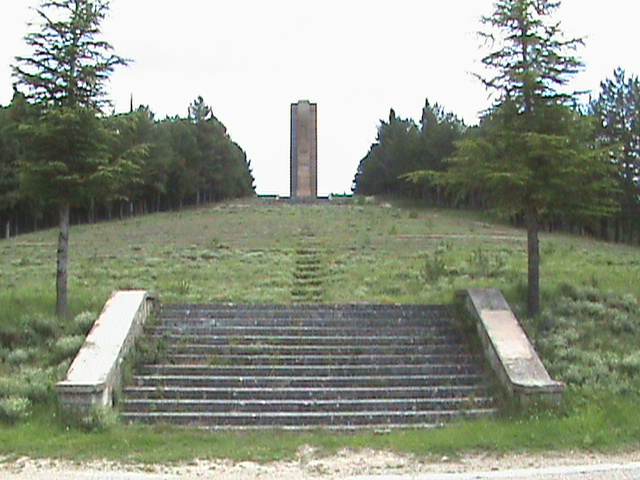
Monumento al general Mola

En esta localidad burgalesa es donde se estrelló el avión que transportaba al general Mola en 1937 durante la Guerra Civil, muriendo todos los ocupantes del aparato. En recuerdo de este hecho se puso el actual nombre al pueblo, que durante siglos se había llamado Alcocero. En el lugar aproximado del accidente se  construyó un monolito de unos 20 metros de altura con una escalera en su interior para subir a la parte alta, y puede ser divisado desde varios puntos de la comarca. Fue inaugurado el 2 de junio de 1939 en un solemne acto que fue presidido por Francisco Franco y que contó con la presencia de casi todo el Gobierno, numerosos miembros del Cuerpo Diplomático, encabezado por el nuncio, autoridades militares y civiles de Burgos y las provincias vascas y Navarra, además de su viuda e hijos.
Desde la aprobación de la Ley de Memoria Histórica el nombre del pueblo se ha puesto en cuestión y se ha abierto un debate sobre si debe ser cambiado.

## Demografía
Alcocero de Mola cuenta con una población de 41 habitantes (INE 2024).
| Gráfica de evolución demográfica de Alcocero de Mola entre 1842 y 2021 |
| |
| Población de derecho según los censos de población del INE. Población de hecho según los censos de población del INE.En estos censos se denominaba Alcocero: 1842, 1857, 1860, 1877, 1887, 1897, 1900, 1910, 1920 y 1930. |

El número de viviendas censadas en el año 2000 era de 70, siendo 35 principales, 20 secundarias y 15 vacías.
| Principales | Secundarias | Desocupadas | Otras | Alojamientos | TOTAL |
| ----------- | ----------- | ----------- | ----- | ------------ | ----- |
| 35          | 20          | 15          | 0     | 0            | 70    |
| 50,00 %     | 28,57 %     | 21,43 %     | 0 %   | 0 %          | 100 % |